# چندکاربره
در علوم رایانه، اصطلاح چند کاربره (به انگلیسی: Multi user) به برنامه کاربردی یا سیستم‌عاملی گفته می‌شود که به چندین کاربر اجازه می‌دهد به صورت هم‌زمان از آن سیستم‌عامل یا برنامه کاربردی استفاده کنند. ممکن است این کاربران همگی بر روی یک سیستم باشند یا اینکه هر کدام از راه دور به سیستم متصل شده باشند. معمولاً سیستم‌های اشتراک زمانی، سیستم‌های چند کاربره هم هستند. بیشتر سیستم‌های دسته‌ای که در کامپیوترهای مین‌فریم استفاده می‌شوند هم به منظور پرهیز از بیکار بودن پردازنده در هنگامی که منتظر پایان یافتن عملیات ورودی/خروجی است، به صورت چند کاربره هستند. با این حال، واژه چند وظیفه‌ای در این مورد بیشتر رایج است.
به عنوان یک مثال از سیستم‌عامل چند کاربره، می‌توان یونیکس را نام برد که به چند کاربر راه دور اجازه می‌دهد تا به‌طور هم‌زمان از طریق اس‌اس‌اچ به سیستم استفاده کرده و به پوسته سیستم دسترسی داشته باشند.
سیستم‌های مدیریتی هم طوری طراحی شده‌اند تا بتوانند به چند کاربر به صورت هم‌زمان سرویس‌دهی کنند. در این سیستم‌ها معمولاً یک مدیر و یک یا چند کاربر نهایی وجود دارد.
چند کاربره بودن، در مقابل تک کاربره (به انگلیسی: Single user) قرار دارد. در این گونه سیستم‌ها، در هر لحظه تنها یک کاربر قادر به استفاده کردن از سیستم است. در بیشتر سیستم‌عامل‌های شبه یونیکس، حالت تک کاربره هم وجود دارد که کاربر می‌تواند سیستم‌عامل را در این حالت راه‌اندازه کند. معمولاً از حالت تک کاربره تنها برای اشکال‌زدایی سیستم و موارد اورژانسی استفاده می‌شود.